# Georges Fleury
Georges Marie Fleury (Orléans, 18 febbraio 1878 – Créteil, 10 marzo 1968) è stato un ciclista su strada francese.
Professionista dal 1904 al 1911, partecipò a sette edizioni del Tour de France.

## Carriera
Corse per la Michelin, la Rochet, la Peugeot e Le Globe, senza ottenere vittorie da professionista. I migliori piazzamenti furono i terzi posti alla Bordeaux-Parigi nel 1904 e nella tappa di Bayonne al Tour de France 1909. Partecipò a sette edizioni del Tour de France, concludendo al settimo posto nel 1908.

## Piazzamenti

### Grandi Giri
- Tour de France

1904: ritirato (1ª tappa)
1906: 11º
1907: 12º
1908: 7º
1909: 12º
1910: 23º
1911: ritirato (8ª tappa)